# Monobrachiidae
Famille
Les Monobrachiidae sont une famille de méduses hydrozoaires faisant partie des cnidaires.

## Liste des genres
Selon World Register of Marine Species (11 février 2019) :
- genre Monobrachium Mereschkowsky, 1877

## Publication originale
- Mereschkowsky, 1877 : On a new genus of hydroids from the White Sea with a short description of other new hydroids. Annals and Magazine of natural History, sér. 4, vol. 20, pp. 220-229 (texte intégral) (en).